# Tavíkovice
Obec Tavíkovice (německy Taikowitz) se nachází v okrese Znojmo v Jihomoravském kraji. Žije zde 561 obyvatel.
Sousedními obcemi sídla jsou Přeskače, Běhařovice, Horní Kounice, Újezd, Rouchovany a Přešovice.

## Části obce
- Tavíkovice
- Dobronice

## Název
Základem jména vesnice bylo osobní jméno Tavík (odvozené od slovesa taviti). Výchozí tvar Tavíkovici byl pojmenováním obyvatel vsi a znamenal "Tavíkovi lidé".

## Historie
První písemná zmínka o obci pochází z roku 1349 (Stabicowicz).

## Obecní správa
V letech 1964–1990 k obci patřily Přeskače.

## Pamětihodnosti
- Kostel Panny Marie Matky jednoty křesťanů
- Socha svatého Jana Nepomuckého
- Zámek Tavíkovice se zámeckým parkem

### Zámek
Posledním vlastníkem zámku byl velkostatkář a podnikatel Robert Goldschmidt (20. 10. 1942 zavražděn v Treblince).
Od roku 1941 bylo na zámku školicí středisko Hitlerjugend a NSDAP.
V roce 1945 byl zámek rodině Goldschmidtových na základě Benešových dekretů zabaven.

Dnes je domovem pro lidi se zdravotním postižením.

## Galerie

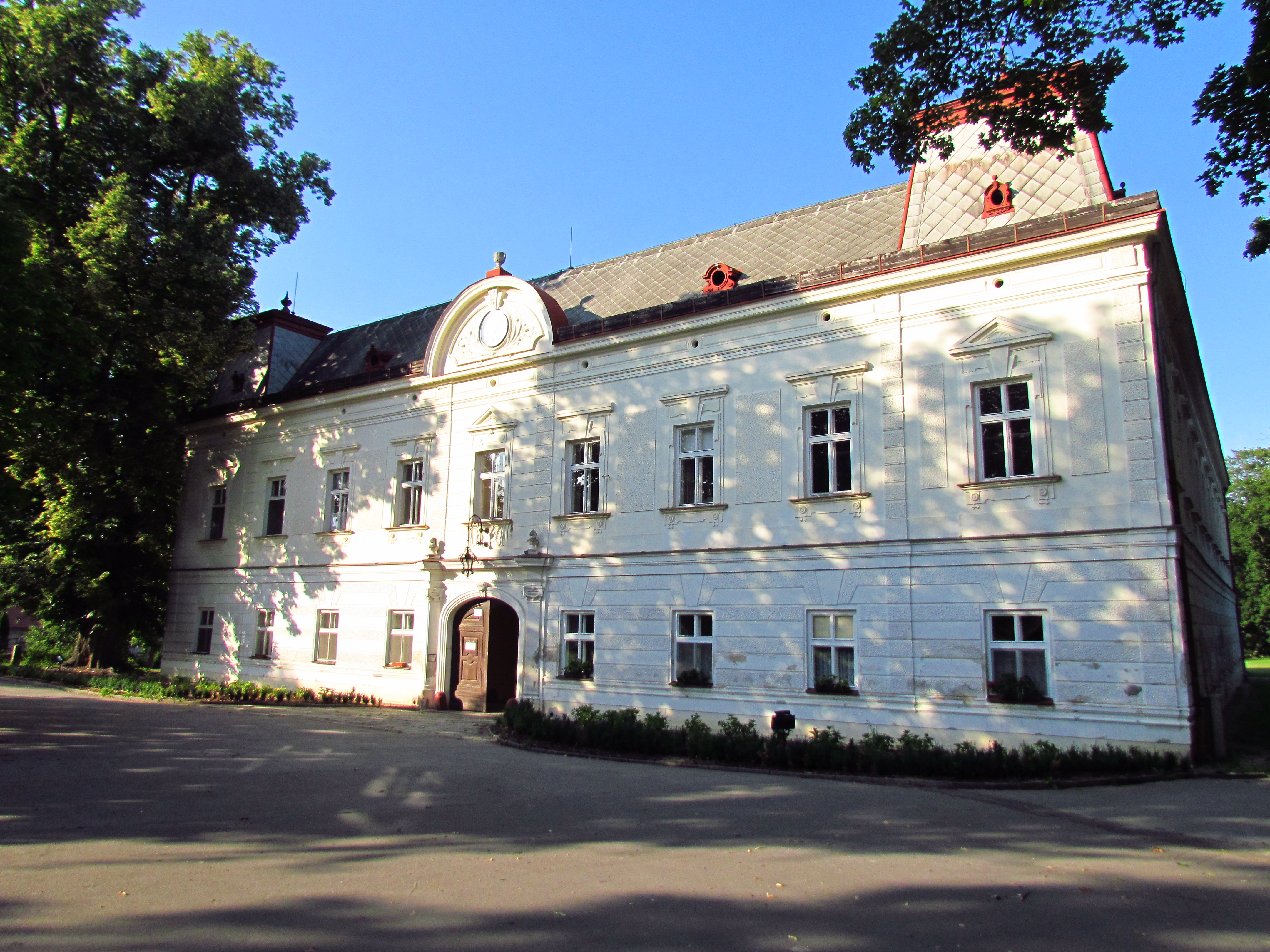
Zámek Tavíkovice
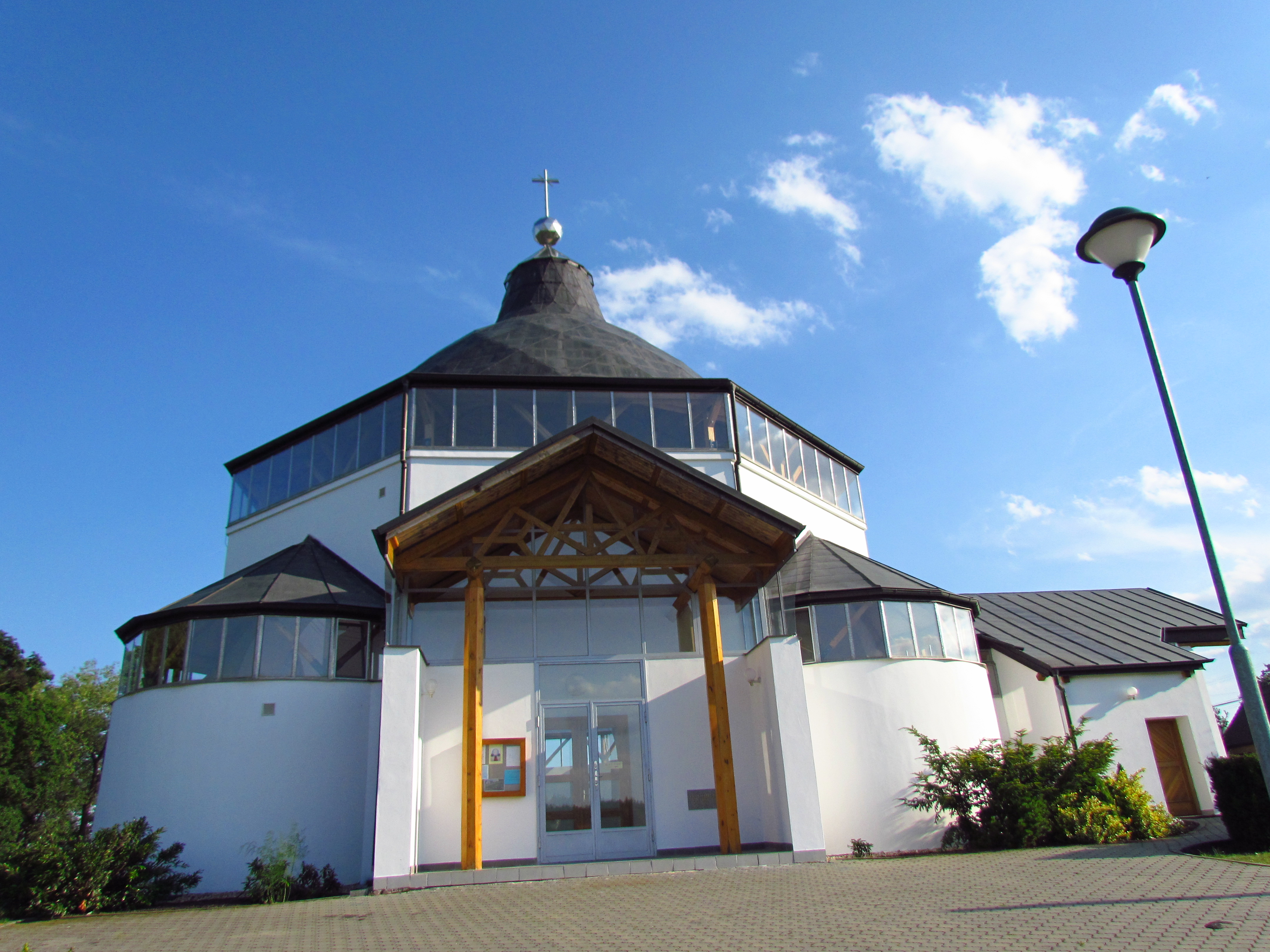
Kostel Panny Marie Matky jednoty křesťanů
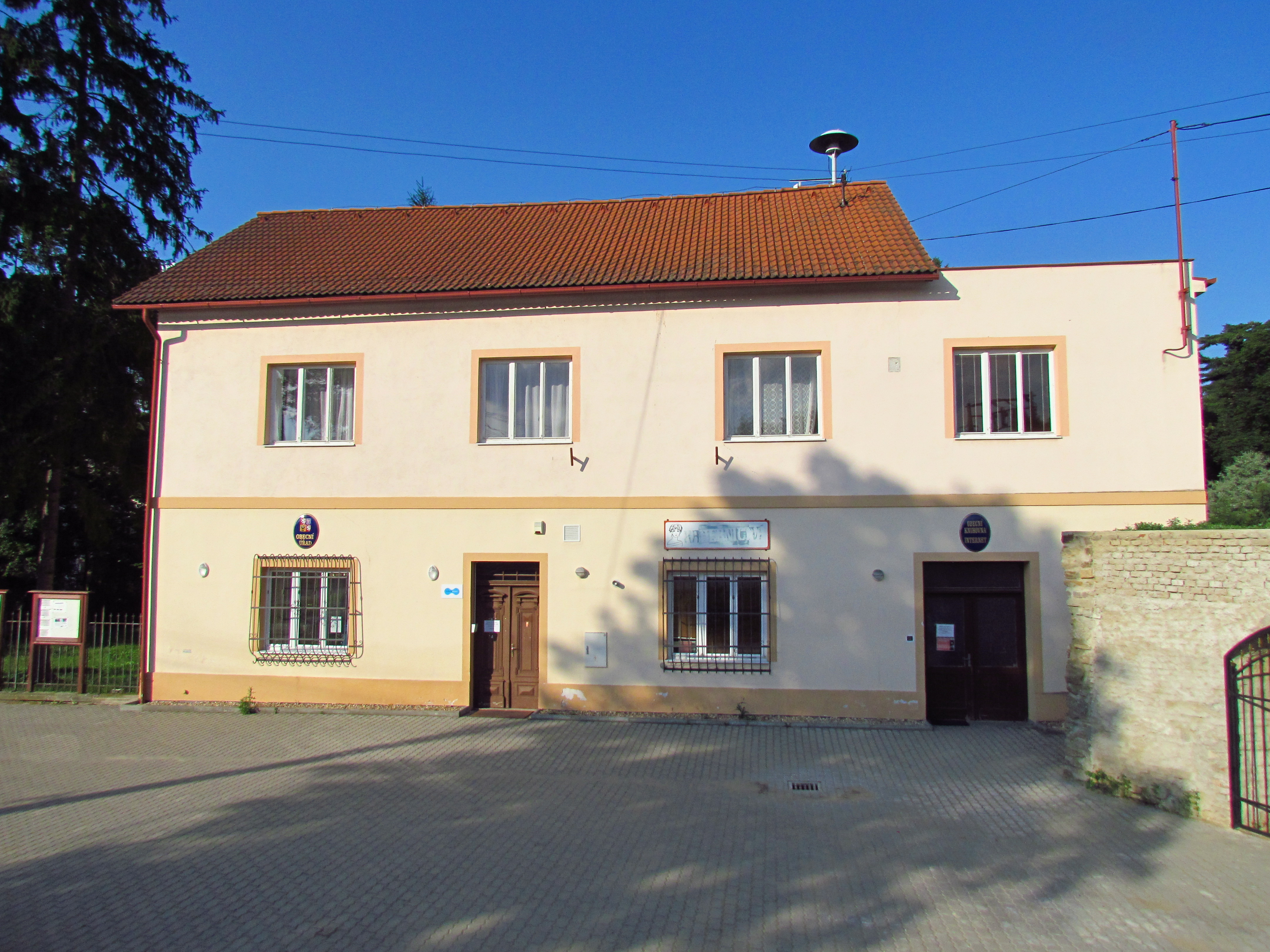
Obecní úřad